# Spizixos semitorques
Spizixos semitorques é uma espécie de ave passeriformes da família Pycnonotidae.
Pode ser encontrada nos seguintes países: China, Taiwan e Vietname.